# Parc Nacional de Gutulia
El Parc Nacional de Gutulia (noruec: Gutulia nasjonalpark) és el parc nacional més petit de Noruega, situat al comtat de Hedmark, prop del municipi de Røros. El paisatge es compon de llacs i boscos verges, dominats per l'avet, el pi roig i el bedoll. A causa del clima, el creixement és lent, i molts dels avets són centenaris. Només hi ha un camí marcat pel parc.
El Gutulia està situat a prop del Parc Nacional de Femundsmarka i també està protegit al costat suec de la frontera.

## Toponímia
El primer element prové del riu Gutua, i l'últim element és li, que vol dir 'turó'. El nom del riu Gutua deriva de 'carretera' (rius congelats van ser utilitzats com a camins a l'hivern).